# José Mauri
José Agustín Mauri (Realicó, Provincia de La Pampa, Argentina, 16 de mayo de 1996) es un futbolista argentino nacionalizado italiano. Se desempeña como centrocampista.

## Trayectoria

### Inferiores
Surgido de la cantera de Ferro de Realicó, pasó luego al club cordobés de Talleres de Huinca Renancó, volviendo a La Pampa para jugar en El Recreo de Santa Rosa y en Ferro de Intendente Alvear.
Viajó a Italia en 2010 con la intención de unirse al Brescia Calcio, pero terminó incorporándose al sistema juvenil del Parma Football Club.

### Parma FC
Debutó como profesional, con 17 años, el 3 de diciembre de 2013 por la Copa Italia, ingresó en el minuto 68 para jugar contra Varese 1910, el partido lo ganaron 4 a 1.
Jugó su primer partido en la Serie A, el 26 de enero de 2014, ante Udinese, ganaron 1 a 0. Convirtió su primer gol el 29 de septiembre, pero perdieron 4 a 2 contra Udinese.
El 11 de abril de 2015, le marcó el único gol en la victoria por 1-0 ante la Juventus, con su equipo que era el último en la tabla de posiciones contra los primeros y campeones de la liga. José lo describió como el día más feliz de su vida.

### AC Milan
El 6 de julio de 2015 firmó contrato por cuatro años con Milan tras el descenso y la desaparición del Parma.

## Selección nacional
Defendió la selección de Italia sub-17 en 6 oportunidades y convirtió 2 goles. En el 2015 fue convocado por la selección sub-21 para jugar la clasificación a la Eurocopa de la categoría con Italia.

### Participaciones en juveniles
| Competición                               | Sede      | Resultado     | Partidos | Goles |
| ----------------------------------------- | --------- | ------------- | -------- | ----- |
| Campeonato Europeo Sub-17 de la UEFA 2013 | Eslovenia | Subcampeón    | 3        | 1     |
| Eurocopa Sub-21 de 2017                   | Polonia   | Semifinalista | 0        | 0     |

## Estadísticas
Actualizado al 6 de mayo de 2019.
| Parma · Italia                                              | 1.ª           | 2013-14       | 2  | 0 | 1 | 0 | - | - | 3  | 0 |
| Parma · Italia                                              | 1.ª           | 2014-15       | 33 | 2 | 0 | 0 | - | - | 33 | 2 |
| Parma · Italia                                              | Total club    | Total club    | 35 | 2 | 1 | 0 | 0 | 0 | 36 | 2 |
| A. C. Milan · Italia                                        | 1.ª           | 2015-16       | 5  | 0 | 5 | 0 | - | - | 10 | 0 |
| A. C. Milan · Italia                                        | 1.ª           | 2017-18       | 1  | 0 | 0 | 0 | 3 | 0 | 4  | 0 |
| A. C. Milan · Italia                                        | 1.ª           | 2018-19       | 5  | 0 | 0 | 0 | 2 | 0 | 7  | 0 |
| A. C. Milan · Italia                                        | Total club    | Total club    | 11 | 0 | 5 | 0 | 5 | 0 | 21 | 0 |
| Empoli (cesión) · Italia                                    | 1.ª           | 2016-17       | 14 | 0 | 1 | 0 | - | - | 15 | 0 |
| Empoli (cesión) · Italia                                    | Total club    | Total club    | 14 | 0 | 1 | 0 | 0 | 0 | 15 | 0 |
| Total carrera                                               | Total carrera | Total carrera | 60 | 2 | 7 | 0 | 5 | 0 | 72 | 2 |
| (1)Incluidos los datos de la Copa Italia (2013-14, 2015-16) |               |               |    |   |   |   |   |   |    |   |

## Vida personal
Es hermano del exfutbolista Juan Mauri.